# Efim Petrovič Geller
Efim Petrovič Geller (in russo Ефим Петрович Геллер?, in ucraino Юхим Петрович Геллер?, Juchym Petrovyč Heller; Odessa, 8 marzo 1925 – Mosca, 17 novembre 1998) è stato uno scacchista sovietico, dopo il 1991 russo, grande maestro.
Geller è stato uno dei più forti giocatori sovietici del periodo 1950-80. Vinse il campionato sovietico per due volte (nel 1955 e 1979) e partecipò al torneo dei candidati in sei occasioni dal 1953 al 1971. Vinse quattro volte il campionato ucraino (1950, 1957, 1958 e 1959). Nel 1991 fu primo a pari merito nel campionato del mondo seniores e vincitore assoluto del titolo nel 1992. Fu scelto come allenatore da vari campioni, tra cui Boris Spasskij e Anatolij Karpov, ed è stato autore di numerosi testi scacchistici.
La valutazione della forza di gioco di Geller usando il sistema Chessmetrics lo pone al terzo posto al mondo negli anni 1962-1963 e tra i primi dieci al mondo nel ventennio 1950-1970.

## Biografia
Geller nacque ad Odessa da una famiglia ebrea. In gioventù fu giocatore di pallacanestro e prima di dedicarsi agli scacchi si diplomò in educazione fisica.
Durante la seconda guerra mondiale fu meccanico di aerei, quindi studiò economia presso l'Università di Odessa. Si trasferì poi a Mosca, dove si sposò ed ebbe un figlio. Morì di cancro a Mosca all'età di 73 anni.

## Principali risultati
Esordì con il sesto posto con punti 9,5/15 a Kiev nel campionato ucraino del 1947, in cui il vincitore fu Aleksej Sokol'skij.
Si piazzò 3º-5º a Baku nel 1948 con punti 9/15, il vincitore fu l'estone Juri Randviir. Nello stesso anno realizzò 11/18 punti a Kiev nel campionato ucraino, piazzandosi 5º-8º; i vincitori furono Sokol'skij e Poliak.
Si qualificò alle semifinali del campionato sovietico a Tbilisi nel 1949 con punti 11,5/16, che si concluse a Mosca nel 1949, dove conquistò il 3º-4º posto con punti 12,5/19, dietro ai vincitori David Bronštejn e Vasilij Smyslov.
Geller in quell'occasione riuscì a superare campioni del calibro di Semën Furman, Isaac Boleslavskij, Aleksandr Kotov, Salo Flohr, Tigran Petrosjan, Vjačeslav Ragozin e Grigorij Levenfiš.

Nonostante questa notevole prova egli dovette, nell'anno successivo, superare nuovamente le semifinali arrivando terzo con punti 9/15.
Alle finali di Mosca del 1950, Geller con punti 9/17 si piazzò al 7º-10º posto; il vincitore fu Paul Keres.
Sempre nel 1950 egli vinse il campionato ucraino a Kiev, il primo dei quattro titoli in quella competizione che si aggiudicò anche negli anni dal 1957 al 1959.
Partecipò per ben ventitré volte (record assoluto alla pari con Mark Tajmanov) al campionato sovietico, ottenendo spesso ottimi piazzamenti.
Lo vinse la prima volta nel 1955 realizzando 12/19 e battendo Smyslov nello spareggio.
Ottenne il secondo titolo nel 1979 a Minsk all'età di 54 anni, un evento che fece di lui il campione sovietico meno giovane nella storia.

### Risultati di torneo
Geller fece il suo debutto a livello internazionale nel 1950 al Przepiorka Memorial di Iwonicz-Zdrój, in Polonia, classificandosi settimo con 11,5/19 in un lotto di forti concorrenti (vinse Paul Keres).

In seguito partecipò a moltissimi tornei e tra i numerosi successi si possono citare: primo assoluto a Iwonicz-Zdrój 1957, primo con Tajmanov a Dresda 1959, primo con Lajos Portisch a Beverwijk 1965, primo a Kislovodsk 1966, primo a Göteborg 1967, primo a Kislovodsk 1968, pari primo con Botvinnik al torneo di Wijk aan Zee nel 1969 (davanti a Keres), primo con Vlastimil Hort a L'Avana 1971, primo con László Szabó ad Hilversum 1973, primo a Budapest 1973 (davanti ad Anatolij Karpov), primo a Teesside 1975, primo a Mosca 1975 (davanti a Spasskij, Korčnoj e Petrosjan), primo a Las Palmas 1976, primo con Gennadij Sosonko a Wijk aan Zee 1977, primo a Bogotà 1978, primo con Daniel Campora a Berna 1987, primo a Dortmund 1989, e primo con Grigorij Kajdanov a New York 1990, all'età di 65 anni.

### Tornei dei candidati
Geller raggiunse varie volte le ultime fasi per la qualificazione al campionato del mondo.

Fu candidato a Zurigo nel 1953 e ad Amsterdam nel 1956. Il suo miglior risultato fu nel 1962: arrivò secondo, dietro a Bobby Fischer, nell'interzonale di Stoccolma, a Curaçao agganciò al secondo posto Paul Keres. Il torneo però fu vinto da Petrosjan, il quale conquistò il titolo l'anno successivo. Geller partecipò anche all'edizione del 1965 battendo Smyslov per 5,5-2,5 a Mosca al primo turno, ma poi fu sconfitto da Spasskij a Riga 5,5-2,5 nelle semifinali. Nel 1966 perse il match con Bent Larsen, nel 1968 fu sconfitto da Spasskij per 5,5-2,5 e nel 1970 da Korčnoj. Nel 1973 all'interzonale di Petrópolis fu sconfitto nello spareggio a tre con Lajos Portisch e Leŭ Paluhaeŭski.

### Competizioni a squadre
Geller rappresentò l'URSS in sette edizioni delle Olimpiadi degli scacchi, in un intervallo di 28 anni dal 1952 al 1980. Il risultato complessivo fu di +46 =23 -7 (76 %). Vinse sette medaglie d'oro di squadra, tre medaglie d'oro individuali e tre medaglie d'argento individuali.
Egli fu selezionato in sei occasioni quale rappresentante della Russia ai campionati europei a squadre nazionali, vincendo in tutte le occasioni la medaglia d'oro.
Il risultato complessivo fu di +17 =19 -1 (72 %).

### Risultati contro alcuni grandi maestri
Sono considerate in questa statistica solo le partite ufficiali di torneo o match.
| - Botvinnik + 4 – 1 = 7  | - Smyslov + 11 – 9 = 33  | - Bronštejn + 5 – 4 = 12 | - Keres + 7 – 8 = 21  |  |
| - Petrosjan + 5 – 3 = 34 | - Spasskij + 8 – 10 = 18 | - Tajmanov + 8 – 9 = 13  | - Fischer + 5 – 3 = 2 |  |
| - Korčnoj + 6 – 11 = 16  | - Tal' + 6 – 6 = 23      | - Portisch + 4 – 2 = 12  | - Larsen + 4 – 5 = 2  |  |

Lo score complessivo contro i campioni del mondo è di + 73 – 71 = 193. Inoltre Geller, insieme a Tal', è l'unico tra i grandi maestri a poter vantare un parziale positivo negli scontri diretti contro Bobby Fischer.

## Eredità
Geller è ricordato per la sua abilità tattica e l'originale stile di attacco che caratterizzò gran parte delle sue partite. È unanimemente riconosciuto come un grande esperto della teoria delle aperture ed è stato uno dei pionieri nello sviluppo della difesa est-indiana, assieme con i colleghi ucraini Isaak Boleslavs'kyj e David Bronštejn. Botvinnik lo considerava il massimo esperto dell'est-indiana, tanto che disse di lui: «Non abbiamo mai capito l'est-indiana fino a quando non è arrivato Geller».

Sviluppò gli studi di molte varianti della difesa siciliana, come la linea di gioco 6. Ae2 contro la variante Najdorf   (1.e4 c5 2.Nf3 d6 3.d4 cxd4 4.Nxd4 Nf6 5.Nc3 a6), che usò anche per sconfiggere Bobby Fischer.
Il gambetto Geller contro la difesa slava (detto anche "gambetto Toluš-Geller": 1. d4 d5 2. c4 c6 3. Cf3 Cf6 4. Cc3 dxc4 5. e4 b5 6. e5 Cd5 7. a4), con il quale Il bianco sacrifica un pedone in cambio dell'iniziativa, prende il suo nome. È stato adottato con successo da diversi campioni, tra i quali Tal' e Kasparov.
Fu secondo di Boris Spassky nel "match del secolo" del 1972 contro Bobby Fischer e in seguito di Anatolij Karpov. Nonostante le sue qualità ed i suoi successi non ebbe la fortuna di diventare uno dei campioni del mondo di scacchi. Botvinnik, esprimendo il suo parere su di lui, affermò che fu il migliore giocatore al mondo agli inizi degli anni sessanta, ma che il suo carattere lo portava ad essere più forte nei tornei che negli scontri diretti.